# Yōji Arakawa
Yōji Arakawa (japanisch 荒川 洋治, Arawawa Yōji; geboren 18. April 1949 im Landkreis Sakai (Präfektur Fukui)) ist ein japanischer Tanka-Dichter,  Schriftsteller und Essayist.

## Leben und Wirken
Yōji Arakawa trat bereits 1967 im Winter des zweiten Jahres an der „Fujishima High School“ (藤島高等学校) der Präfektur Fukui in Erscheinung, als sein Gedichtmagazin „Trumpet“ (とらむぺっと) erschien. Er konnte im ganzen Land mehr als 100 interessierte Oberschüler als Abonnenten gewinnen und gab das Magazin bis zum zweiten Studienjahr heraus, wobei insgesamt 19 Ausgaben erschienen. In ungefähr jeder zweiten Ausgabe steuerten auf Bitte Arakawas Dichter und Romanautoren Beiträge bei, darunter Inoue Mitsuharu, Tanikawa Shuntarō und andere. Nach und nach wurden Gedichtbände der Autoren aus der Gruppe veröffentlicht, die dann in dem Verlag Shiyōsha (紫陽社) erschienen.
1968 begann Arakawa ein Studium der Literaturwissenschaft an der Waseda-Universität. 1971, noch während der Studienzeit, veröffentlichte er den ersten Gedichtband „Die Prostituiertentheorie“ (娼婦論, Shōfu-ron) und erregte damit einiges Aufsehen. 1972 schloss er sein Studium an der Universität mit einer Bachelorarbeit über dieses Thema ab. Diese Arbeit wurde auf Empfehlung von Professor Hiraoka Tokuyoshi (平岡 篤頼; 1929–2005) mit dem „Ono-Azusa-Gedächtnispreis“ (小野梓記念賞) ausgezeichnet.
Nach dem Studienabschluss trat Arakawa in eine Verlagsgesellschaft ein. Während er dort beschäftigt war, begann er 1974 den Verlag Shiyosha von zu Hause aus zu betreiben, wobei er weiterhin Gedichtsammlungen von jungen neuen Dichtern herausgab. Seine eigene Veröffentlichung, die Gedichtsammlung „Suieki“ (水駅) – „Anlegeplatz“ wurde mit dem 26. „Herr-H-Preis“ ausgezeichnet.
Arakawa übt in Texte der 1980er Jahre, wie „Gijutsu no ikaku“ (技術の威嚇) – „Bedrohung durch Technik“ von 1977 und „Aikyū no fuchi yori“ (アイキューの淵より) – „Von der Seite des IQ“ (1979) Kritik an sich selbst, wobei er durch scheinbares methodisches Schlechtreden literarische Aspekte herausarbeitet, die das vorgegebene Unbehagen relativieren. Auch seine Lyrikwerke zeigen das, beispielsweise der Gedichtband „Heroine“ (ヒロイン, 1986) oder die „Springkräuter-Serie“ (ボーセンカ・シリーズ, Bōsenka shirīzu).
1997 veröffentlichte Arakawa die Gedichtsammlung „Tōsei“ (渡世) – etwa „Heute leben“, mit der er den 28. Takami-Jun-Preis gewann. Der Gedichtband „Der Bagger Totchiru schaltete den Strom an“ (坑夫トッチルは電気をつけた, Kōfu totchiru wa denki o tsuketa) 1994 enthält schlichte Texte, gesellschaftliches Material. 1999 veröffentlichte er den Gedichtband „Ölweide in der Luft“ (空中の茱萸, Kūchū no gumi) und erhielt dafür den 51. Yomiuri-Literaturpreis.
Arakawa tritt regelmäßig als Autor und Kommentator im Radio auf. Er interessierte sich schon früh für Romane, schreibt Literaturkritiken in der Zeitung Sankei Shimbun und ist Mitglied des Buchbesprechungsausschusses der Zeitung Asahi Shimbun. Zu seinen weiteren Büchern gehören die Gedichtsammlung „Atarashizo watashi wa“ (あたらしいぞわたしは, 1979) – „Ich bin wohl neu“, „Yoji Arakawa Complete Poetry Collection“ (2001), die Gedichtsammlung „Shiron 85“ (シロン, 1985) – Shillong, „Variations of Poetry“ (詩論のバリエーション, 1989), „Seken nyūmon“ (世間入門, 1992) „Einführung in die Welt“, und die Alltagsreportage „Boku no monthly shock“ (ボクのマンスリー・ショック) – „Mein monatlicher Schock“.
Arakawa war Professor an der „Aichi Shukutoku Universität“ (愛知淑徳大学) in der Präfektur Aichi und ist seit 2019 Mitglied der Akademie der Künste.

## Auszeichnungen
- 1976  (水駅) Gedichtsammlung – Herr-H-Preis (H氏賞)
- 1997 (渡世) Gedichtsammlung – Takami-Jun-Preis
- 1999 (空中の茱萸) Gedichtsammlung – Yomiuri-Literaturpreis
- 2003 (忘れられる過去) Essaysammlung – Kōdansha-Essay-Preis (講談社エッセイ賞)
- 2005 (心理) Gedichtsammlung – Hagiwara-Sakutarō-Preis
- 2006 (文芸時評という感想) Kritikensammlung – Kobayashi-Hideo-Preis (小林秀雄賞)
- 2016 (過去をもつ人) Schriften und Kritiken – Mainichi-Kulturpreis
- 2017 (北山十八間戸) Gedichtsammlung – Ayukawa-Nobuo-Preis (鮎川信夫賞)
- 2019 Preis der Japanischen Akademie der Künste